# Koltermann Peak
Der Koltermann Peak ist ein 2166 m hoher Berg im ostantarktischen Viktorialand. Er ragt westlich der Olympus Range im östlichen Teil der McAllister Hills auf.
Das Advisory Committee on Antarctic Names benannte ihn 2004 nach Major David Koltermann vom 109. Airlift Wing der New York Air National Guard, Kopilot einer Lockheed C-130 bei einem Flug von der McMurdo-Station zur Amundsen-Scott-Südpolstation am 16. Oktober 1999.